# Zulte
Zulte (pronunciación holandesa: [ˈzʏltə]) es un municipio belga ubicado en la provincia de Flandes Oriental. La municipalidad comprende los pueblos de Machelen, Olsene y Zulte (propiamente). A comienzos de enero de 2019 Zulte tenía una población de 15720 habitantes. El área total es 32.52 km² lo cual da una densidad de población de 483 habitantes por km².
En el poblado desde 1881 se solía preparar su propia cerveza (sencillamente llamada Zulte) pero hoy dicha fabrica ha sido absorbida por la cervecería Alken-Maes.  El club de fútbol principal de Zulte se fusionó con el KSV Waregem para formar un equipo llamado SV Zulte Waregem que juega en la Primera División de Bélgica desde el 2006.

## Demografía

### Evolución
Todos los datos históricos relativos al actual municipio, el siguiente gráfico refleja su evolución demográfica, incluyendo municipios después de efectuada la fusión el 1 de enero de 1977.
| Gráfica de evolución demográfica de Zulte entre 1846 y 2019 |
|                                                             |

## Habitantes famosos
- Roger Raveel, pintor
- Gerard Reve, escritor